# カメイ・ボタニー・ベイ国立公園
カメイ・ボタニー・ベイ国立公園（Kamay Botany Bay National Park）は、ニューサウスウェールズ州シドニーにある国立公園。
シドニー CBD 南東16km、ボタニー湾の南北に位置する。